# Звездна карта
Звездните карти представляват изображение на звездното небе върху хартия. При това, обаче възниква един проблем – повърхността на сфера, каквато видимо е небето, трябва да се прехвърли върху равнина. За да се запазят правилно конфигурациите между звездите, мащабът и формата на отделните участъци на небето днешните карти се изработват, като се използват различни подходящи проекции. Най-често при изработването на звездните карти се използват три вида проекции. За екваториалната част от небето се използва цилиндрична проекция (картата е навита във формата на цилиндър „около“ небесната сфера, за средните ширини – конична и за полярните области – полярна. Това е и причината картите на различните области на небето по принцип да имат различна форма. Тези за екваториалните области имат правоъгълна форма, а за средните – трапецовидна, като основите на трапеца са дъговидни. Най-разпространените стенни звездни карти са кръгли (в полярна проекция) въпреки че обхващат цялата видима небесна сфера. При тях мащабите и конфигурацията на обектите не са толкова точни, но и тези карти не се използват за точни наблюдения. За да се повиши точността на картата е необходимо намаляването на площта от небето, която е обхваната.

## Видове
Особен вид (според проекцията им) са звездни карти, които използват метеорните наблюдатели. Те са в специална, наречена гномонична проекция, при която дъговидните траектории на метеорите придобиват вид на прави, когато се нанесат на картата.
Специализиран вид звездна карта е т.нар. подвижна звездна карта (планисфера), която се използва за установяване на вида на небето във всеки един избран момент.

## Развитие
Развитието на технологиите позволява да се изчисли точното разтояние между звездите. Това дава възможност за изобразяване на небосвода и изграждане на звездни карти с абсолютна точност за минали и бъдещи моменти във времето. Създаден е каталог на звездните тела с помоща на данните получени от астрометричен спътник на Европейската космическа агенция (ЕКА) - Хипаркос ( Hipparcos ).

## Тенденция
Звездните карти в наши дни все по-често намират приложение в ежедневието на хората. Те биват използвани не само от астрономи, но и от хора, които имат сантимент към звездите и желаят да притежават звездна карта от специален момент като картина в дома си.